# Saura (región)
Saura o as-Saura (en árabe, الساورة; Saoura en francés) es una región desértica del suroeste de Argelia, que conforma buena parte del límite occidental del país con Marruecos, Mauritania y Mali. Toma su nombre del valle homónimo. Su ciudad más importante es Béchar. Desde 1962 hasta 1974, Saoura fue el nombre de una wilaya (provincia).
La superficie aproximada de Saoura es de 748 568 km² y su número de habitantes es de 752 492 (censo 2010). Su pico más elevado es Adrar Antar, con 1953 metros sobre el nivel del mar.
Con su gran valle formado por el río del mismo nombre, Saoura está limitada al norte por los montes de Ksour y el Alto Atlas de Marruecos, en el oeste por el curso del río Draa, al este por el oasis de Tidikelt y al sur con Tanezrouft, una de las zonas más desoladas del desierto del Sahara.
La región de Saoura es considerada como una de las más importantes de Argelia, en particular debido a su posición geoestratégica.